# Dimítrios Adámou
Dimítrios Adámou (en grec : Δημήτριος Αδάμου ; né le 20 octobre 1914 à Pyrsógianni, dème de Konitsa et mort le 24 décembre 1991) est un homme politique grec membre du Parti communiste (KKE).

## Biographie
Formé à l'école d'instituteurs de Ioannina, il prend part à la Résistance grecque en Épire pendant la Seconde Guerre mondiale, puis à la guerre civile grecque, dans les rangs communistes. Après la défaite de ceux-ci, il vit vingt-cinq ans en exil dans plusieurs pays d'Europe de l'Est et de l'Ouest. Il est directeur du journal Elefhteri Patrida à Londres pendant la dictature des colonels (1967-1974).
Après la chute de la dictature en 1974, il est le rédacteur en chef du journal Rizospastis, organe de presse du Parti communiste grec, pendant sept ans. Il est élu député au Parlement européen de 1981 à 1987. Entré en cours de législature lors de l'adhésion de la Grèce à la Communauté économique européenne, il est réélu en 1984. Il est vice-président de la Délégation pour les relations avec Chypre de 1985 à 1987.
Auteur de plusieurs ouvrages littéraires, il est membre de la société nationale des écrivains grecs (el).